# 有田とマツコと男と女
『有田とマツコと男と女』（ありたとマツコとおとことおんな）は、TBS系列で放送されていたトークバラエティ番組である。

## 概要
2010年10月14日（13日深夜）から放送開始。有田哲平とマツコ・デラックスが、毎回、一般人50名をゲストに迎えてトークを展開していく。（ちなみに番組のプロデューサーである高橋利一郎は自身のツイッタ―でこの番組を「有田哲平がマツコデラックスを交え、日頃、疑問に思っている事をスタジオへ観覧に来たお客さんに聞きながらトークを繰り広げます。」と紹介していた。）
2011年1月4日の22:00 - 23:24（JST）に、全国ネット（TBS系列全局）のスペシャルで『超禁断の世論調査スペシャル』が放送された。更に同年4月8日には『超禁断の世論調査SP』の第2編が、同年10月13日には第3編が、同年12月27日には第4編がそれぞれ放送された。2012年7月5日には『スパモク!!』で第5編が放送され、これ以降も不定期で放送されていた。
2011年4月16日（15日深夜）より、水曜深夜から金曜深夜の放送に移動した。
2011年9月24日（23日深夜）をもって一旦終了。2012年4月19日より木曜23:50 - 翌0:20にて再開。2013年3月28日で、第2期も終了した。なお、有田出演枠は2013年4月30日から2015年3月26日まで水曜0時台（火曜深夜）枠（→土曜1時台枠<金曜深夜>→金曜1時台枠<木曜深夜>）にて有田のヤラシイシリーズが放送されていた（スタッフも一部携わっている）。

## 内容
公式ホームページか番組内の募集で集まった一般人50人（全員18歳以上）にフリップやトータライザーを用いて質問（アンケート）をし、トークを展開していく。この際、一般人の名前・年齢・職業が公表される。
赤いカーテンの前でトークをする有田とマツコの映像から始まる。この時に集まった一般人の平均年齢や男女比率などの情報が明かされる。そして、カーテンが開き一般人の待つスタジオセットに入った2人は着席し、しばらく一般人弄りを展開。その後、モニターに過去に出演した一般人が登場し、テーマを発表する。なお、スペシャル放送では、出演ドラマの宣伝を兼ねた俳優やお笑い芸人が登場して、テーマを発表する。このモニターではモーションポートレートが採用されている。

## 出演者
司会
- 有田哲平（くりぃむしちゅー）
- マツコ・デラックス

アシスタント （第1期のみ）
- 吉永実夏（募集ガール）

ナレーション
- キートン山田（SP1・2）
- 立木文彦（SP3・4・5、第2シリーズ）

## スペシャル放送
| 回数 | 放送日（TBS）            | 放送時間（日本時間）   | タイトル                                        |
| ---- | ------------------------ | ---------------------- | ----------------------------------------------- |
| 1    | 2011年1月4日（火曜日）   | 22:00 - 23:24（84分）  | 超禁断の世論調査スペシャル                      |
| 2    | 2011年4月8日（金曜日）   | 21:00 - 22:54（114分） | 超禁断の世論調査スペシャルII                    |
| 3    | 2011年10月13日（木曜日） | 21:00 - 22:48（108分） | 超超超禁断の世論調査SP第3弾!                    |
| 4    | 2011年12月20日（火曜日） | 21:00 - 22:48（108分） | 超禁断の世論調査SP〜革命編〜                    |
| 5    | 2012年7月5日（木曜日）   | 19:00 - 20:54（114分） | 超禁断の世論調査SP5                             |
| 6    | 2012年9月27日（木曜日）  | 21:00 - 22:48（108分） | 教師も社長もニートも人妻もみんな本気で大喧嘩SP  |
| 7    | 2013年1月2日（水曜日）   | 21:00 - 23:30（150分） | 新年から禁断の大バトル!!〜細木数子も緊急参戦!〜 |

## ネット局と放送時間

### 第1期
| 放送地域       | 放送局名                  | 放送日・放送時間（JST）          | 放送開始日     | 遅れ日数   |
| -------------- | ------------------------- | -------------------------------- | -------------- | ---------- |
| 関東広域圏     | TBSテレビ（TBS）          | 土曜日 0:55 - 1:25（金曜日深夜） | 2010年10月14日 | 制作局     |
| 静岡県         | 静岡放送（SBS）           | 土曜日 0:55 - 1:25（金曜日深夜） | 2011年4月15日  | 同時ネット |
| 長野県         | 信越放送（SBC）           | 木曜日 0:50 - 1:20（水曜日深夜） | 2010年10月21日 | 12日遅れ   |
| 大分県         | 大分放送（OBS）           | 木曜日 0:55 - 1:25（水曜日深夜） | 2010年10月21日 | 19日遅れ   |
| 北海道         | 北海道放送（HBC）         | 土曜日 0:20 - 0:51（金曜日深夜） | 2010年10月23日 | 7日遅れ    |
| 青森県         | 青森テレビ（ATV）         | 木曜日 1:00 - 1:30（水曜日深夜） | 2010年10月28日 | 19日遅れ   |
| 鹿児島県       | 南日本放送（MBC）         | 金曜日 0:10 - 0:40（木曜日深夜） | 2011年1月7日   | 62日遅れ   |
| 宮崎県         | 宮崎放送（MRT）           | 水曜日 0:55 - 1:25（火曜日深夜） | 2011年1月10日  | 67日遅れ   |
| 熊本県         | 熊本放送（RKK）           | 月曜日 0:55 - 1:25（火曜日深夜） | 2011年2月15日  | 94日遅れ   |
| 沖縄県         | 琉球放送（RBC）           | 火曜日 0:50 - 1:20（月曜日深夜） | 2011年3月29日  | 150日遅れ  |
| 鳥取県・島根県 | 山陰放送（BSS）           | 土曜日 0:55 - 1:25（金曜日深夜） | 2011年4月2日   | 77日遅れ   |
| 中京広域圏     | 中部日本放送（CBC）       | 火曜日 23:50 - 翌0:20            | 2011年4月5日   | 39日遅れ   |
| 福島県         | テレビユー福島（TUF）     | 金曜日 0:50 - 1:20（木曜日深夜） | 2011年4月8日   | 181日遅れ  |
| 山口県         | テレビ山口（tys）         | 金曜日 1:20 - 1:50（木曜日深夜） | 2011年4月8日   | 69日遅れ   |
| 近畿広域圏     | 毎日放送（MBS）           | 土曜日 1:30 - 2:00（金曜日深夜） | 2011年4月13日  | 42日遅れ   |
| 長崎県         | 長崎放送（NBC）           | 木曜日 23:50 - 翌0:25            | 2011年4月14日  | 20日遅れ   |
| 福岡県         | RKB毎日放送（RKB）        | 金曜日 0:20 - 0:50（木曜日深夜） | 2011年4月15日  | 不明       |
| 富山県         | チューリップテレビ（TUT） | 火曜日 0:42 - 1:12（月曜日深夜） | 2011年4月5日   | 不明       |
| 岩手県         | IBC岩手放送（IBC）        | 水曜日 0:50 - 1:20（火曜日深夜） | 2011年5月4日   | 不明       |
| 山形県         | テレビユー山形（TUY）     | 水曜日 0:20 - 0:50（火曜日深夜） | 2011年4月20日  | 不明       |

単発放送実績
- 東北放送（TBC）：番組改編の穴埋めで放送。
- 福井テレビ（FTB、フジテレビ系列）:番組改編やスポーツ中継の穴埋めで放送。

### 第2期
| 放送地域       | 放送局名                  | 放送日・放送時間（JST）          | 放送開始日     | 遅れ日数   |
| -------------- | ------------------------- | -------------------------------- | -------------- | ---------- |
| 関東広域圏     | TBSテレビ（TBS）          | 木曜日 23:50 - 翌0:20            | 2012年4月19日  | 制作局     |
| 北海道         | 北海道放送（HBC）         | 木曜日 23:50 - 翌0:20            | 2012年4月19日  | 同時ネット |
| 山形県         | テレビユー山形（TUY）     | 木曜日 23:50 - 翌0:20            | 2012年4月19日  | 同時ネット |
| 静岡県         | 静岡放送（SBS）           | 木曜日 23:50 - 翌0:20            | 2012年4月19日  | 同時ネット |
| 石川県         | 北陸放送（MRO）           | 木曜日 23:50 - 翌0:20            | 2012年4月19日  | 同時ネット |
| 広島県         | 中国放送（RCC）           | 木曜日 23:50 - 翌0:20            | 2012年4月19日  | 同時ネット |
| 福岡県         | RKB毎日放送（RKB）        | 木曜日 23:50 - 翌0:20            | 2012年4月19日  | 同時ネット |
| 長崎県         | 長崎放送（NBC）           | 木曜日 23:50 - 翌0:20            | 2012年4月19日  | 同時ネット |
| 中京広域圏     | 中部日本放送（CBC）       | 木曜日 23:50 - 翌0:20            | 2012年5月1日   | 同時ネット |
| 宮城県         | 東北放送（TBC）           | 木曜日 23:50 - 翌0:20            | 2012年5月4日   | 同時ネット |
| 愛媛県         | あいテレビ（itvTV）       | 木曜日 23:50 - 翌0:20            | 2012年12月6日  | 同時ネット |
| 近畿広域圏     | 毎日放送（MBS）           | 日曜日 1:28 - 1:58（土曜日深夜） | 2012年4月28日  | 79日遅れ   |
| 長野県         | 信越放送（SBC）           | 火曜日 0:20 - 0:50（月曜日深夜） | 2012年5月1日   | 11日遅れ   |
| 新潟県         | 新潟放送（BSN）           | 火曜日 0:50 - 1:20（月曜日深夜） | 2012年5月1日   | 11日遅れ   |
| 岡山県・香川県 | 山陽放送（RSK）           | 水曜日 0:20 - 0:50（火曜日深夜） | 2012年5月2日   | 12日遅れ   |
| 沖縄県         | 琉球放送（RBC）           | 木曜日 0:50 - 1:20（水曜日深夜） | 2012年5月3日   | 13日遅れ   |
| 鹿児島県       | 南日本放送（MBC）         | 水曜日 0:10 - 0:40（火曜日深夜） | 2012年5月9日   | 19日遅れ   |
| 富山県         | チューリップテレビ（TUT） | 水曜日 0:00 - 0:30（火曜日深夜） | 2012年5月9日   | 19日遅れ   |
| 大分県         | 大分放送（OBS）           | 金曜日 0:55 - 1:25（木曜日深夜） | 2012年5月11日  | 7日遅れ    |
| 宮崎県         | 宮崎放送（MRT）           | 木曜日 0:50 - 1:20（水曜日深夜） | 2012年5月17日  | 20日遅れ   |
| 山口県         | テレビ山口（tys）         | 木曜日 0:50 - 1:20（水曜日深夜） | 2012年6月28日  | 62日遅れ   |
| 熊本県         | 熊本放送（RKK）           | 土曜日 0:20 - 0:50（金曜日深夜） | 2012年10月27日 | 8日遅れ    |

### スパモク!!版
| 放送対象地域   | 放送局                | 放送日時                              | 遅れ日数   |
| -------------- | --------------------- | ------------------------------------- | ---------- |
| 関東広域圏     | TBSテレビ（TBS）      | 2012年7月5日 19:00 - 20:54            | 制作局     |
| 青森県         | 青森テレビ（ATV）     | 2012年7月5日 19:00 - 20:54            | 同時ネット |
| 岩手県         | IBC岩手放送（IBC）    | 2012年7月5日 19:00 - 20:54            | 同時ネット |
| 宮城県         | 東北放送（TBC）       | 2012年7月5日 19:00 - 20:54            | 同時ネット |
| 山形県         | テレビユー山形（TUY） | 2012年7月5日 19:00 - 20:54            | 同時ネット |
| 福島県         | テレビユー福島（TUF） | 2012年7月5日 19:00 - 20:54            | 同時ネット |
| 山梨県         | テレビ山梨（UTY）     | 2012年7月5日 19:00 - 20:54            | 同時ネット |
| 新潟県         | 新潟放送（BSN）       | 2012年7月5日 19:00 - 20:54            | 同時ネット |
| 長野県         | 信越放送（SBC）       | 2012年7月5日 19:00 - 20:54            | 同時ネット |
| 静岡県         | 静岡放送（SBS）       | 2012年7月5日 19:00 - 20:54            | 同時ネット |
| 石川県         | 北陸放送（MRO）       | 2012年7月5日 19:00 - 20:54            | 同時ネット |
| 近畿広域圏     | 毎日放送（MBS）       | 2012年7月5日 19:00 - 20:54            | 同時ネット |
| 鳥取県・島根県 | 山陰放送（BSS）       | 2012年7月5日 19:00 - 20:54            | 同時ネット |
| 岡山県・香川県 | 山陽放送（RSK）       | 2012年7月5日 19:00 - 20:54            | 同時ネット |
| 広島県         | 中国放送（RCC）       | 2012年7月5日 19:00 - 20:54            | 同時ネット |
| 愛媛県         | あいテレビ（itv）     | 2012年7月5日 19:00 - 20:54            | 同時ネット |
| 長崎県         | 長崎放送（NBC）       | 2012年7月5日 19:00 - 20:54            | 同時ネット |
| 熊本県         | 熊本放送（RKK）       | 2012年7月5日 19:00 - 20:54            | 同時ネット |
| 福岡県         | RKB毎日放送（RKB）    | 2012年7月15日（14日深夜） 2:00 - 3:57 | 9日遅れ    |
| 鹿児島県       | 南日本放送（MBC）     | 2012年7月19日 19:00 - 20:54           | 14日遅れ   |
| 北海道         | 北海道放送（HBC）     | 2012年7月21日 14:00 - 16:00           | 16日遅れ   |
| 中京広域圏     | 中部日本放送（CBC）   | 2012年8月4日 12:57 - 15:00            | 30日遅れ   |
| 大分県         | 大分放送（OBS）       | 2012年10月27日 14:00 - 15:54          | 114日遅れ  |

## その他
2012年6月21日放送の回において、一般参加した女性が自身の職業について「職業はルイ・ヴィトンのデザイナー」と話していたが、それが事実ではない事が放送後に判明し、同年7月19日の番組最後とホームページ上に謝罪のコメントを出した。

## 歴代のエンディングテーマ
- Rimie『Feel good muzik feat. EL LATINO』2010年10月・11月度
- SUPER☆GiRLS『みらくるが止まンないっ!』2010年12月・2011年1月度
- AYUSE KOZUE『君のせい〜u knocked my heart〜』2011年2月・3月度
- ハジ→『証。』2011年4月・5月度
- Cinemaglam『サディスティックラブ』2011年6月・7月度
- w-inds.『You & I』2011年8月・9月度
- C&K『ジャパンパン〜日本全国地元化計画〜』2012年4～6月度
- シベリアンスカンク『青空PUNK』2012年7～9月度
- 吉田山田『メリーゴーランド』2012年10～12月度
- 住岡梨奈『ハレノヒ』2013年1月～2013年3月

## スタッフ

### 第1期
- 構成：桜井慎一　西田伸昌　成瀬正人
- TM：金澤健一
- TD/TM：山田賢司
- CAM：端坂嘉寛
- MIX：石堂遼子　相馬敦
- AF：山羽稔　内山浩
- VE：藤本剛
- 照明：中川清志　篠原秀樹
- 美術：三須明子
- 美術制作：五島章弘
- 装置：佐藤恵美　牧ヶ谷純二
- メカ：濱口利行
- 電飾：田谷尚教　田中晶子
- メイク：石月裕子
- 編集：佐分利良規
- MA：斉藤冬彦
- 音効：太田光則　福永真弓　FREEDOM OF ZACK
- 技術協力：IMAGICA
- CG：嵯野ともこ　アイヴリック
- TK：野村佳乃子（スペシャル放送のみ）
- 編成：坂田栄治
- 宣伝：小林久幸
- AD：下山弘一郎　中村義之　廣瀬真結
- AP：久田誠司　和田敬子
- デスク：椿美貴子
- ディレクター：北山孝　流郷敏隆　香西康位　畑村陽平　五島大徳
- 演出：神尾祐輔
- プロデューサー：中川通成　高橋利一郎
- チーフプロデューサー：安田淳
- 制作協力：ナチュラルエイト、G-yama
- 製作著作：TBS

### 第2期
- ナレーション：立木文彦、山田みほ、和優希
- 構成：桜井慎一、西田伸昌、成瀬正人、木南広明
- TM：金澤健一
- TD：山田賢司
- CAM：荒井隆之、端坂嘉寛
- MIX：石堂遼子
- VE：藤本剛
- 照明：中川清志、岩永亜由子
- 編集：佐分利良規
- MA：斉藤冬彦、赤津英彰
- 音効：太田光則、福永真弓
- 技術協力：八峯テレビ、IMAGICA、FREEDOM OF ZACK
- 美術：三須明子
- 美術制作：五島章弘
- 装置：佐藤恵美
- 電飾：田谷尚教、田中昌子、吉田晃子
- 装飾：dosco
- メイク：石月裕子
- CG：嵯野ともこ（アイヴリック）
- リサーチ：フォーミュレーション、ロックヒル、加藤孝宏、河野秀彰
- 編成：坂田栄治
- 宣伝：小林久幸
- TK：野村佳乃子→鈴木裕恵、滝本優子
- マネージメントプロデューサー：稲見亜矢（2012年5月3日までは、お母さん）
- デスク：椿美貴子
- AP：久田誠司
- AD：宍戸透
- ディレクター：北山孝 水野達也、流郷敏隆、畑村陽平、妹尾篤志、岩永紗代美、香西康位、五島大徳、小林悦子（以前はAD）
- 演出：中澤智有（途中から）
- 総合演出：神尾祐輔（以前は演出）
- プロデューサー：御法川隼斗、高橋利一郎
- 制作協力：ナチュラルエイト、ジーヤマ
- 製作著作：TBS